# Zújar
Zújar és un municipi que està situat al nord de la província de Granada. Compta amb l'annex de Carramaiza.

## Entitats de població
| Unitat poblacional | Hab.     |
| ------------------ | -------- |
| Carramaiza Zújar   | 92 2.647 |

- Font: INE.

## Geografia
Es troba al peu del Cerro Jabalcón, des del cim del qual es pot veure gairebé tota la Comarca de Baza. El Turó compta amb zones d'enlairament condicionades per al vol lliure que han servit en diverses ocasions per a la celebració del Campionat d'Espanya. A 9 km del poble es troben "Els Banys de Zújar" unes aigües naturals calents i sulfuroses que se solen usar per a descansar.

## Demografia
| 1787 | 1842 | 1860 | 1877 | 1887 | 1897 | 1900 | 1910 | 1920 | 1930 | 1940 | 1950 | 1960 | 1970 | 1981 | 1991 | 1996 | 2001 | 2004 | 2005 |
| ---- | ---- | ---- | ---- | ---- | ---- | ---- | ---- | ---- | ---- | ---- | ---- | ---- | ---- | ---- | ---- | ---- | ---- | ---- | ---- |
| 2003 | 2603 | 2936 | 3554 | 4228 | 4384 | 4573 | 5024 | 5851 | 7481 | 8417 | 9178 | 8918 | 7618 | 6078 | 2986 | 2933 | 2733 | 2703 | 2746 |